# Fusifilum bruce-bayeri
Fusifilum bruce-bayeri är en sparrisväxtart som beskrevs av U.Müll.-doblies, J.S.Tang och D.Müll.-doblies. Fusifilum bruce-bayeri ingår i släktet Fusifilum och familjen sparrisväxter. Inga underarter finns listade i Catalogue of Life.